# Пронг
„Пронг“ (на английски: Prong) е американска хевиметъл банда с нюанси на траш, хардкор, индъстриъл и по-късно груув метъл, сформирана през 1986 г. в Ню Йорк.

## Биография
Китаристът и вокалист Томи Виктор се запознава със съмишленици на пънк фестивала CBGB в Ню Йорк през 1986. Общите им интереси в музикалните стилове правят възможно създаването на Пронг. Другите двама основатели са басистът Майк Къркланд и бившият барабанист на Swans Тед Парсънс. Групата издава два независими албума (Primitive Origins и Force Fed) със суров и брутален хардкор звук и потенциал, с което привлича вниманието на Epic Records и води до подписването на договор с лейбъла през 1989 г. По това време бандата се обзавежда с по-високо технологично оборудване рефлектиращо в по-изтънчени елементи на звука, едновременно агресивни и мелодични. В албума Prove You Wrong музикантите експериментират с програмиране и електронни семпли.
След издаването на Rude Awakening от 1996 година, бандата се разделя за период от 5 години. През това време Томи Виктор работи с Glenn Danzig и Rob Zombie, докато не идва моментът Пронг отново да бъде съживена през 2002 година с думите на основателя си „да се погрижа за недовършената си работа“ и с обещанието, че най-доброто предстои. В състава са вкючени басистът Брайън Пери, барабанистът Дан Лаудо и китаристът Монте Питман. В същата година е подписан договор със звукозаписната компания Locomotive Music, която издава и техният пръв концертен албум, а през 2003 студийният Scorpio Rising.
След 2005 година Томи Виктор и Пол Рейвън работят с Ministry. През 2007 година с новия си лейбъл 13-th Planet издават албума Power Of The Damager, в чиято подкрепа се отправят на турне.

## Дискография
- Demo '86 (демо) (1986)
- 4 Song Demo '87 (демо) (1987)
- Force Fed (1988)
- Beg to Differ (1990)
- Prove You Wrong (1991)
- Cleansing (1994)
- Rude Awakening (1996)
- 100% Live (концертен) (2002)
- Scorpio Rising (2003)
- The Vault (DVD) (2005)
- Power of the Damager (2007)
- Carved Into Stone (2012)